# 1970 en Alberta
Chronologie de l'Alberta
- 1966
- 1967
- 1968
- 1969
- 1970
- 1971
- 1972
- 1973
- 1974

Cette page concerne des événements qui se sont produits durant l'année 1970 dans la province canadienne de l'Alberta.

## Politique
- Premier ministre : Harry Strom (Parti Crédit social)
- Chef de l'Opposition : Peter Lougheed (Association progressiste-conservateur)
- Lieutenant-gouverneur : Grant MacEwan
- Législature : 16e (en)

## Événements
- Mise en service :

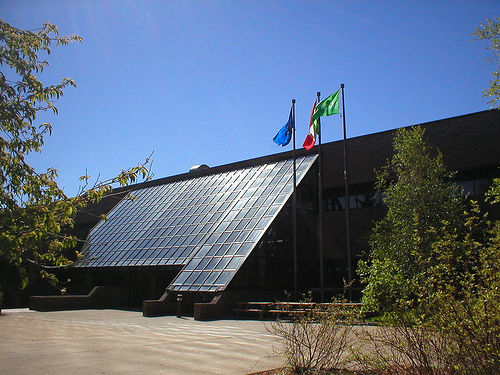
L'entrée principale de l'Université Athabasca

  - des Calgary Place Apartments - East[1] et Calgary Place Apartments - West[2], tours de logements de 103 mètres de hauteur située 609 8 Street SW à Calgary.
  - du One Palliser Square, immeuble de bureaux de 107 mètres de hauteur situé à Calgary[3].
- Création par le gouvernement albertin de l'Université Athabasca.
- L'Université Mount Royal lance un programme diplômant d'aviation, un des premiers programmes universitaires d'aviation qui mélange un diplôme académique à des heures de pratiques en vol.
- 1er mars : CBXFT-DT, le canal 11 d'Edmonton, entre en ondes à la télévision de Radio-Canada. Il est le premier (et l'unique) canal télévisé régional francophone dans la province albertaine.
- Novembre : les Stampeders de Calgary perdent la Coupe Grey contre les Alouettes de Montréal.

## Naissances
- Alissa York, née en 1970 à Athabasca, écrivaine canadienne[4].

- 16 janvier : Richard « Rick » Bognar (né à Calgary et mort le 20 septembre 2019 dans la même ville), catcheur canadien connu sous le nom de ring de Big Titan. Il commence sa carrière au Canada avant de partir au Japon lutter à la Frontier Martial-Arts Wrestling (FMW). Dans cette fédération, il remporte une fois le championnat poids lourd d'arts martiaux de la WFDA ainsi que le championnat par équipes de coup de poing américain de la FMW avec The Gladiator. En 1996, il rejoint la World Wrestling Federation (WWF) où il incarne le « Faux » Razor Ramon après le départ du vrai Razon Ramon. Il reste à la WWF jusqu'au début de l'année 1997 et lutte dans diverses fédérations jusqu'en 2001 où il arrête sa carrière. Il meurt le 20 septembre 2019.
- 25 janvier : Mark Greig, joueur canadien de hockey sur glace né à High River. Il est le frère du joueur de hockey, Bruce Greig.
- 6 mars : Peter Allen (né à Calgary), joueur professionnel canadien de hockey sur glace. Il évolue au poste de défenseur[5].
- 4 avril : Michael Lawrence Needham, dit Mike Needham, (né à Calgary), joueur professionnel de hockey sur glace qui jouait à la position d'ailier droit.
- 11 avril : Trevor Linden, C.M., O.C.B., (né à Medicine Hat), joueur professionnel canadien de hockey sur glace.
- 14 avril : Philip Ross Crowe (né à Nanton), joueur professionnel retraité de hockey sur glace ayant évolué à la position d'ailier droit.
- 24 avril : Janine Helland, née Janine Wood à Edmonton , joueuse internationale canadienne du soccer qui jouait au poste de défenseur.
- 6 mai : Kavan Joel Smith, né à Edmonton, acteur canadien connu pour jouer le Major Evan Lorne dans Stargate Atlantis et Stargate SG-1 et pour son rôle de l'Agent Garrity dans les 4400. Il apparait dans 29 épisodes de Stargate Atlantis et est aussi apparu dans deux épisodes de Stargate SG-1 toujours en tant que Major Lorne.
- 15 mai : Wesley Walz (né à Calgary), joueur professionnel canadien de hockey sur glace[6].
- 19 août : James Rajotte, B.A. (né à Edmonton), adjoint exécutif, recherchiste et homme politique canadien. Il a été député à la Chambre des communes du Canada, représentant la circonscription albertaine de Edmonton-Leduc sous la bannière du Parti conservateur du Canada de 2000 à 2015.
- 4 septembre : Cari Read, née à Edmonton, pratiquante de natation synchronisée canadienne.
- 9 septembre : Justin Grace (né à Calgary), coureur cycliste et entraîneur sur piste néo-zélandais, d'origine canadienne.
- 26 septembre : 
  - Leela Sharon Aheer, née à Edmonton, femme politique canadienne, élue à l'Assemblée législative de l'Alberta lors de l'élection provinciale de 2015. Elle représente la circonscription de Chestermere-Rocky View puis celle de Chestermere-Strathmore en tant qu'une membre du Parti Wildrose puis du Parti conservateur uni.
  - Pierre Lueders, (né à Edmonton - ), pilote de bobsleigh canadien.
- 6 octobre : Greg Pankewicz (né à Drayton Valley), joueur professionnel canadien de hockey sur glace[7].
- 26 octobre : Lisa Ryder, actrice née à Edmonton. Elle est notamment connue pour le personnage de Becka Valentine qu'elle incarne dans la série télévisée Andromeda (2000-2005).
- 25 décembre : Stuart Douglas Barnes, dit Stu Barnes, (né à Spruce Grove), joueur professionnel retraité de hockey sur glace.
- 31 décembre : Chandra K. West, née à Edmonton, actrice canadienne.